# Kollweiler
 Kollweiler là một xã ở huyện Kaiserslautern, bang Rheinland-Pfalz, phía tây nước Đức. Xã Kollweiler có diện tích 5,57 km².